# Michał Kozłowski (lekarz)
Michał Kozłowski (ur. 16 czerwca 1861 w Przemyślu, zm. 2 kwietnia 1935 w Krakowie) – polski lekarz dermatolog i wenerolog. Asystent Juliusa Wagnera-Jauregga.
Syn Michała Kozłowskiego (1822–1897), syndyka i asesora, radnego Przemyśla, był wyznania greckokatolickiego. Uczęszczał do Państwowego Gimnazjum im.  Juliusza Słowackiego w Przemyślu, a potem do II Gimnazjum Lwowskiego. W 1891 roku na Uniwersytecie Jagiellońskim uzyskał stopień doktora filozofii po przedstawieniu dysertacji Teoryja drgania błony złożonej z dwóch pasków kształtu prostokątnego różnego gatunku. W 1896 otrzymał tytuł doktora wszech nauk lekarskich. Uzupełniał studia za granicą, w klinikach w Paryżu, Wrocławiu i Wiedniu. W latach I wojny światowej ewakuowany z Krakowa, przeniósł się do Wiednia i zatrudnił w tamtejszej klinice neurologicznej. Tam jako asystent Wagnera-Jauregga uczestniczył w jego doświadczeniach nad leczeniem paraliżu postępującego malarią. Był też zaangażowany w leczenie nerwic frontowych przy użyciu prądu galwanicznego (tzw. metoda Kaufmanna). Za sprawą domniemanego nadużycia tych metod wobec pacjentów już po wojnie Kozłowski był proszony o wyjaśnienia i wysłał je na ręce przewodniczącego komisji badającej owe nadużycia, którym był Sigmund Freud. Ostatecznie komisja zwolniła Jauregga z zarzutów, Kozłowskiemu przypisując „nadmierną gorliwość”.
Po 1918 roku Kozłowski wrócił do Krakowa. Od 1913 roku był właścicielem kamienicy Głuchowskich przy ul. Sławkowskiej.
Nie publikował; przełożył na polski krótką broszurę Wagnera-Jauregga O suggestji, hypnozie i telepatji. Ze swoim nauczycielem pozostał w serdecznych stosunkach i wymieniał z nim korespondencję do śmierci w 1935 roku. Wagner-Jauregg napisał o Kozłowskim wspomnienie pośmiertne, opublikowane na łamach Polskiej Gazety Lekarskiej.